# Паур, Якуб
Якуб Паур (словац. Jakub Paur; 4 июня 1992, Вишнове, Словакия) — словацкий футболист, полузащитник клуба «Жилина».

## Карьера

### Клубная
Якуб начал свою профессиональную карьеру в академии ФК «Жилина». Там же он и подписал первый в своей жизни профессиональный контракт в 2011 году. В этом же году был отправлен в аренду в ФК «ВиОн». В 2012 году вновь вернулся в родной клуб.

### Международная
Якуб Паур является одним из игроков молодёжной сборной и юношеской до 19 лет. В общей сложности Якуб провёл за национальные команды 12 матчей и забил 1 гол.